# 10 Hydrae
10 Hydrae är en vit stjärna i huvudserien i Vattenormens stjärnbild.
10 Hydrae har visuell magnitud +6,13 och är svagt synlig för blotta ögat vid god seeing. Den befinner sig på ett avstånd av ungefär 210 ljusår.